# Piper psilostachyum
Piper psilostachyum är en pepparväxtart som beskrevs av Carl Sigismund Kunth. Piper psilostachyum ingår i släktet Piper och familjen pepparväxter. Inga underarter finns listade i Catalogue of Life.